# Округ Нелсон (Северна Дакота)
Округ Нелсон (енгл. Nelson County) је округ у америчкој савезној држави Северна Дакота.

## Демографија
По попису из 2010. године број становника је 3.126, што је 589 (-15,9%) становника мање него 2000. године.
| Група             | 2000.         | 2010.         |
| Белци             | 3.661 (98,5%) | 3.018 (96,5%) |
| Афроамериканци    | 3 (0,1%)      | 8 (0,3%)      |
| Азијати           | 11 (0,3%)     | 3 (0,1%)      |
| Хиспаноамериканци | 6 (0,2%)      | 33 (1,1%)     |
| Укупно            | 3.715         | 3.126         |